# Руско Село
Руско Село (мађ. Torontáloroszi) је насеље у граду Кикинди, у Севернобанатском округу, у Србији. Од 1797. године када је насељено, оно се назвало Кишорос, што значи "Мало руско", по вољи спахије Павла Чарнојевића. Према попису из 2022. било је 2146 становника.

## Историја
Месни трговац Илија Грујић се 1840. године јавља као пренумерант једне српске књиге.

### Спахије Чарнојевићи
Руско Село или Кишорос је било спахилук српске породице Чарнојевић - аустроугарских племића "од Маче и Кишороса". Први становници тог спахилука били су православни Румуни, затим су дошли "понемчени" Французи из околних места, Шарлевила, Св. Хуберта и Солтура. Мађари су најкасније насељени. Између 1797-1823. године спахија Павле је становао у "ниској, мрачној, влажној кући покривеној трском, поред друма за Жомбољ". Ту су живели на имању он и његова породица, чета војника и бироши. Осим поседа у Кишоросу где је углавном боравио, држао је и имање у Мачи, код Перјамоша. Са тим имањем је одржавао сталну везу; два коњаника курира су преносила порука између газде и настојника имања у Мачи. Дворац су подигли 1823. године, а у њему је било места и за станове официра и касарну за војнике. Око дворца је био висок камени зид, а иза немачког насеља простирао се воћњак. На главном улазу у дворац су увек стајала два наоружана чувара, а поред те главне "Велике" капије био је "капиџик са стрејом". Старац племић је седео на једној клупи испред капиџика и посматрао полазнике. Чарнојевићев посед Кишорос је тада износио 1600 јутара оранице, 1000 јутара шуме и неколико хиљада јутара под мочваром и трском, који су се могли крчити. Сву земљу су обрађивали сељаци, држећи је у једногодишњем закупу. Павле је имао велике приходе, од којих је издржавао војну посаду, да га чува. У Бечкереку где је често одлазио имао загонетну функцију "судија крви". Као удовац живео је још двадесетак година; умро је као православац и сахрањен од стране темишварског епископа Пантелејмон Живковића, у месту 1. јуна 1840. године, о чему постоји унос исписан на румунском језику, у матици умрлих. Још за живота је саградио породичну гробницу, стотину метара испред дворца, усред парка. Наследник имања био је син Петар.
Петар Чарнојевић је 1837. године био изабран за посланика у српском-црквено народном сабору. А 1842. године постао удовац, након смрти супруге Лауре "от Војнић" у Араду. Јавља се Петар и 1867. године као посланик Темишвара на Благовештенском сабору. Павлов син Петар је углавном живео раскалашно у Пешти, а касније је као наследник и удовац, половином 19. века упропастио цело имање. За шест године колико је владао, прокоцкао је посед и затим са сестром отишао у Фењ, код своје кћерке спахинице Мочоњи, где је и умро. Имање је после држао мађарски племић - банкар Сини. Након Петрове смрти 1892. године пренето је његово тело у породичну капелу у Кишоросину, где га је сахранио румунски православни свештеник.
Као читатељке претплатиле су се 1817. године две даме из места "Киш Орош". Видаковићеву популарну позоришну игру тражиле су госпођа Елена Чарнојевић от Мача и Киш Ороса и Рахила Влашкалић "провисоровица".
Српски православни храм су подигли 1933. године колонисти и добровољци из Боке и Херцеговине. У дворцу се налазила црква, а њихова породична капела је у средишту енглеског парка. Племићки парк око дворца површине 11 јутара земље је опустошен, остала је гвоздена улазна капија са иницијалом "Р.С.". Током преврата 1918. године народ је отворио гробницу тражећи злато; метални сандуци су разваљени а кости племића разбацане. Владика Летић је инсистирао да се племићка гробница доведе у ред.

## Демографија
У насељу Руско Село живи 2662 пунолетна становника, а просечна старост становништва износи 40,8 година (39,5 код мушкараца и 42,0 код жена). У насељу има 1160 домаћинстава, а просечан број чланова по домаћинству је 2,87 (попис 2002).
Становништво у овом насељеном месту је веома нехомогено, а број становника је у сталном паду.
|  |

| Демографија | Демографија | Демографија |
| Година      | Становника  | Становника  |
| ----------- | ----------- | ----------- |
| 1948.       | 4.294       |             |
| 1953.       | 4.341       |             |
| 1961.       | 4.143       |             |
| 1971.       | 3.830       |             |
| 1981.       | 3.657       |             |
| 1991.       | 3.510       | 3.457       |
| 2002.       | 3.328       | 3.400       |
| 2011.       | 2.813       |             |

| Етнички састав према попису из 2002.‍ | Етнички састав према попису из 2002.‍ | Етнички састав према попису из 2002.‍ | Етнички састав према попису из 2002.‍ | Етнички састав према попису из 2002.‍ |
| ------------------------------------ | ------------------------------------ | ------------------------------------ | ------------------------------------ | ------------------------------------ |
|                                      |                                      |                                      |                                      |                                      |
| Срби                                 | Срби                                 |                                      | 1.880                                | 56,49%                               |
| Мађари                               | Мађари                               |                                      | 1.181                                | 35,48%                               |
| Југословени                          | Југословени                          |                                      | 55                                   | 1,65%                                |
| Роми                                 | Роми                                 |                                      | 48                                   | 1,44%                                |
| Црногорци                            | Црногорци                            |                                      | 43                                   | 1,29%                                |
| Хрвати                               | Хрвати                               |                                      | 18                                   | 0,54%                                |
| Украјинци                            | Украјинци                            |                                      | 12                                   | 0,36%                                |
| Румуни                               | Румуни                               |                                      | 8                                    | 0,24%                                |
| Македонци                            | Македонци                            |                                      | 3                                    | 0,09%                                |
| Словаци                              | Словаци                              |                                      | 2                                    | 0,06%                                |
| непознато                            | непознато                            |                                      | 25                                   | 0,75%                                |

| \| \| м \| \| \| ж \| \| ? \| 8 \| \| \| 6 \| \| 80+ \| 40 \| \| \| 54 \| \| 75—79 \| 46 \| \| \| 75 \| \| 70—74 \| 68 \| \| \| 84 \| \| 65—69 \| 80 \| \| \| 118 \| \| 60—64 \| 98 \| \| \| 113 \| \| 55—59 \| 83 \| \| \| 88 \| \| 50—54 \| 125 \| \| \| 121 \| \| 45—49 \| 138 \| \| \| 120 \| \| 40—44 \| 152 \| \| \| 116 \| \| 35—39 \| 119 \| \| \| 123 \| \| 30—34 \| 97 \| \| \| 96 \| \| 25—29 \| 101 \| \| \| 101 \| \| 20—24 \| 105 \| \| \| 96 \| \| 15—19 \| 106 \| \| \| 126 \| \| 10—14 \| 113 \| \| \| 91 \| \| 5—9 \| 109 \| \| \| 90 \| \| 0—4 \| 57 \| \| \| 65 \| \| Просек : \| 39,5 \| \| \| 42,0 \| |      |  |  |      |
| |      |  |  |      |
| | м    |  |  | ж    |
| ? | 8    |  |  | 6    |
| 80+ | 40   |  |  | 54   |
| 75—79 | 46   |  |  | 75   |
| 70—74 | 68   |  |  | 84   |
| 65—69 | 80   |  |  | 118  |
| 60—64 | 98   |  |  | 113  |
| 55—59 | 83   |  |  | 88   |
| 50—54 | 125  |  |  | 121  |
| 45—49 | 138  |  |  | 120  |
| 40—44 | 152  |  |  | 116  |
| 35—39 | 119  |  |  | 123  |
| 30—34 | 97   |  |  | 96   |
| 25—29 | 101  |  |  | 101  |
| 20—24 | 105  |  |  | 96   |
| 15—19 | 106  |  |  | 126  |
| 10—14 | 113  |  |  | 91   |
| 5—9 | 109  |  |  | 90   |
| 0—4 | 57   |  |  | 65   |
| Просек : | 39,5 |  |  | 42,0 |

| Година пописа     | 1948. | 1953. | 1961. | 1971. | 1981. | 1991. | 2002. |
| ----------------- | ----- | ----- | ----- | ----- | ----- | ----- | ----- |
| Број домаћинстава | 1.031 | 1.145 | 1.141 | 1.175 | 1.207 | 1.189 | 1.160 |

| Број чланова      | 1   | 2   | 3   | 4   | 5  | 6  | 7 | 8 | 9 | 10 и више | Просек |
| ----------------- | --- | --- | --- | --- | -- | -- | - | - | - | --------- | ------ |
| Број домаћинстава | 255 | 293 | 205 | 247 | 97 | 49 | 9 | 3 | 2 | 0         | 2,87   |

| Пол    | Укупно | Неожењен/Неудата | Ожењен/Удата | Удовац/Удовица | Разведен/Разведена | Непознато |
| ------ | ------ | ---------------- | ------------ | -------------- | ------------------ | --------- |
| Мушки  | 1.366  | 408              | 841          | 79             | 29                 | 9         |
| Женски | 1.437  | 274              | 839          | 290            | 32                 | 2         |
| УКУПНО | 2.803  | 682              | 1.680        | 369            | 61                 | 11        |

| Пол    | Укупно                    | Пољопривреда, лов и шумарство | Рибарство                            | Вађење руде и камена | Прерађивачка индустрија       |
| ------ | ------------------------- | ----------------------------- | ------------------------------------ | -------------------- | ----------------------------- |
| Мушки  | 647                       | 261                           | 0                                    | 27                   | 165                           |
| Женски | 362                       | 138                           | 0                                    | 1                    | 77                            |
| Укупно | 1.009                     | 399                           | 0                                    | 28                   | 242                           |
|        |                           |                               |                                      |                      |                               |
| Пол    | Производња и снабдевање   | Грађевинарство                | Трговина                             | Хотели и ресторани   | Саобраћај, складиштење и везе |
| Мушки  | 14                        | 30                            | 41                                   | 8                    | 36                            |
| Женски | 0                         | 1                             | 40                                   | 6                    | 12                            |
| Укупно | 14                        | 31                            | 81                                   | 14                   | 48                            |
|        |                           |                               |                                      |                      |                               |
| Пол    | Финансијско посредовање   | Некретнине                    | Државна управа и одбрана             | Образовање           | Здравствени и социјални рад   |
| Мушки  | 1                         | 0                             | 24                                   | 12                   | 14                            |
| Женски | 2                         | 3                             | 4                                    | 30                   | 41                            |
| Укупно | 3                         | 3                             | 28                                   | 42                   | 55                            |
|        |                           |                               |                                      |                      |                               |
| Пол    | Остале услужне активности | Приватна домаћинства          | Екстериторијалне организације и тела | Непознато            | Непознато                     |
| Мушки  | 4                         | 0                             | 0                                    | 10                   | 10                            |
| Женски | 3                         | 0                             | 0                                    | 4                    | 4                             |
| Укупно | 7                         | 0                             | 0                                    | 14                   | 14                            |

## Верски објекти
У Руском Селу постоји православна црква посвећен Успењу Пресвете Богородице и римокатоличка црква посвећена Светим апостолима Петру и Павлу.

## Галерија
- Храм Успења Пресвете Богородице
- ОШ „Глигорије Попов”
- Зграда месне заједнице
- Католичка црква светих апостола Петра и Павла
- Маузолеј породице Чарнојевић
- Пијаца